# イントラレーシック
イントラレーシック（Intra-LASIK）とはレーシック（視力矯正手術）の一形態である。

## 概要
イントラレーシックと一般的なレーシックの違いはフラップ（角膜に作るフタ）の作成方法にある。通常のレーシックはマイクロケラトームという電動カンナのような装置でフラップを作成する。イントラレーシックはアメリカINTRALASE社製イントラレースFSレーザーを用いて、コンピュータ制御によってフラップを精密に作成する。これにより、一段と安全で正確にフラップを作成することが可能である。
通常のレーシックにおいてもマイクロケラトームにより精巧なフラップを作成することは可能とされているが、カンナ部分の往復運動によりフラップの断面が若干でこぼこしたり、ヒンジ（フラップのつなぎ目）の部分が斜めになるため、まれにシワの原因となることがある。
一方、イントラレーシックはコンピュータ制御によりフラップを作成するので、断面もヒンジの部分も非常に綺麗な仕上がりが期待できるといわれている。
さらにイントラレーシックは従来のレーシックにくらべてよりフラップを薄く正確に作成することが可能であるので、その分角膜実質層を削りとれる量が増え、通常のレーシックよりも強度の近視を矯正することが可能となる。